# Форт-Бентон
Форт-Бентон (англ.  Fort Benton ) — город и административный центр округа Шоуто в штате Монтана США.

## Описание
Центр округа Шоуто с 1865 года. Находится в северо-центральной части Монтаны, на реке Миссури. Известный форпост Американской меховой компании, он был основан (1846 г.) как Форт-Льюис майором Александром Калбертсоном и переименован в 1850 году в честь сенатора Томаса Харта Бентона из Миссури. Будучи центром пароходного речного судоходства на реке Миссури, он стал быстрорастущим городом, поскольку золотоискатели и скотоводы, направлявшиеся на запад, использовали его в качестве пункта снабжения. Со строительством железных дорог его значение как транзитного пункта уменьшилось. Крупный рогатый скот, овцы и пшеница являются экономической основой современного города, а туризм приобретает всё большее значение. Руины старого форта, сохраненные как национальная историческая достопримечательность, находятся вдоль набережной. Реконструкция копии форта велась при поддержке племени Блэкфит на рубеже XXI века. Большая коллекция рукописей и архивов, относящихся к истории Форта-Бентон и заселению северной части Великих равнин, хранится в Библиотеке и архивах Швиндена Форта-Бентон. Инкорпорирован в 1883 году. Население в 2000 году — 1594; в 2010 году — 1464 жителя.

## Население
| 2010 | 2020  |
| ---- | ----- |
| 1464 | ↘1449 |